# 丘賓斯凱
50°23′0″N 30°51′12″E / 50.38333°N 30.85333°E
丘賓斯凱（羅馬化：Chubynske）是烏克蘭的村落，位於該國中北部基輔州，由鮑里斯皮爾區負責管轄，始建於1992年，面積0.8平方公里，海拔高度136米，2001年人口1,700，人口密度每平方公里1,000人。